# Pandeopsis
Pandeopsis is een geslacht van neteldieren uit de  familie van de Pandeidae.

## Soort
- Pandeopsis ikarii (Uchida, 1927)